# ジャバル・シャンマル王国

ジャバル・シャンマル首長国
إمارة جبل شمر

1873年時点の領土

ジャバル・シャンマル首長国またはハーイル首長国は、1836年から1921年まで存在したアラブ部族の国家。首都はハーイルにあった。
この国はラシード家の君主制によって統治され、今日のサウジアラビア、イラク、ヨルダンの一部を含んでいた。

## 歴史
ハーイル一帯の豪族であったアブドゥッラー・ビン・アリー・アッ＝ラシードは、ファイサル・ビン・トゥルキー・アール＝サウードの首長即位への功によって1834年にハーイル総督へ列せられたが、ムハンマド・アリー朝の侵攻によりファイサルが追放される事態となった。これを奇貨としてアブドゥッラーは1836年に自ら首長に即位し、ネジュド首長国（第二次サウード王国）から自立、1891年に至ってサウード家をリヤドからクウェートに追放し、オスマン帝国の後ろ楯とメッカ巡礼の中継地ゆえの経済力を背景にアラビア半島内陸部を支配した。
しかし、19世紀後半からのオスマン帝国の衰退でジャバル・シャンマル王国の優位にも翳りを見せ、1902年にはサウード家復興を掲げたアブドゥルアズィーズ・イブン・サウードがリヤドを奪還。首長アブドゥルアズィーズ・ビン・ムトイブ・アッ＝ラシード自らサウード家追討に向かうも、1906年にラウダト・ムハンナーで敗死。これをきっかけとして衰勢が明らかとなり、1921年にサウード家に降伏して滅亡した。